# Five Live Yardbirds
Five Live Yardbirds, ook wel The Marquee Sessions genoemd, is het debuutalbum van de Britse rockband The Yardbirds.

## Achtergrond
De muziek op dit album is een registratie van een concert dat op 20 maart 1964 in de Marquee Club te Londen gegeven werd. Giorgio Gomelsky, de eigenaar van deze club, was tevens de eerste manager van The Yardbirds. Het album werd voor het eerst uitgegeven in het Verenigd Koninkrijk op 4 december 1964 door Columbia, voorafgegaan door twee singles, "I Wish You Would" en "Good Morning Little Schoolgirl". In de Verenigde Staten liet de verschijning van dit album op zich wachten, totdat het in 1988 door Rhino Records ook daar werd uitgebracht.
Op het album staan voornamelijk covers, waaronder een van het door Bo Diddley geschreven nummer "I'm a Man". Dit nummer zou later een grote hit worden voor The Spencer Davis Group, waar Steve Winwood deel van uitmaakte. Winwood zat samen met gitarist Eric Clapton van 1968 tot 1969 in de band Blind Faith.
Ter gelegenheid van een reünie en een nieuw studioalbum van de groep, genaamd Birdland, werd dit album in 2003 opnieuw gemasterd uitgegeven. Deze uitgave omvatte het volledige oorspronkelijke album met negen bonustracks, waaronder vier nummers die waren opgenomen bij een concert in het Londense plaatsje Richmond op 8 december 1963. Het nummer "A Certain Girl", dat als bonustrack is toegevoegd, werd geschreven door Allen Toussaint onder het pseudoniem 'Naomi Neville'. Eerdere heruitgaves verschenen in 1979 (Verenigd Koninkrijk), 1982 (West-Europa) en 1999 (Italië).

## Composities
| 1.                 | Too Much Monkey Business        | Chuck Berry                              | 3:52 |
| 2.                 | I Got Love If You Want It       | Slim Harpo                               | 2:40 |
| 3.                 | Smokestack Lightnin'            | Howlin' Wolf                             | 5:35 |
| 4.                 | Good Morning Little School Girl | H.G. Demarais                            | 2:44 |
| 5.                 | Respectable                     | O'Kelly Isley/Ronald Isley/Rudolph Isley | 5:35 |
| 6.                 | Five Long Years                 | Eddie Boyd                               | 5:21 |
| 7.                 | Pretty Girl                     | Bo Diddley                               | 3:00 |
| 8.                 | Louise                          | John Lee Hooker                          | 3:43 |
| 9.                 | I'm a Man                       | Bo Diddley                               | 4:34 |
| 10.                | Here 'Tis                       | Bo Diddley                               | 5:11 |
| Totale duur: 42:11 |                                 |                                          |      |

| 11.                | You Can't Judge a Book by Looking at the Cover | Willie Dixon            | 2:57 |
| 12.                | Let It Rock                                    | Chuck Berry             | 2:18 |
| 13.                | I Wish You Would                               | Billy Boy Arnold        | 2:19 |
| 14.                | Who Do You Love?                               | Bo Diddley              | 4:13 |
| 15.                | Honey in Your Hips                             | Keith Relf              | 2:29 |
| 16.                | A Certain Girl                                 | Naomi Neville           | 2:19 |
| 17.                | Got to Hurry                                   | Giorgio Gomelsky        | 2:39 |
| 18.                | Boom Boom                                      | John Lee Hooker         | 2:40 |
| 19.                | Good Morning Little Schoolgirl (studioversie)  | Sonny Boy Williamson II | 2:44 |
| Totale duur: 71:44 |                                                |                         |      |

## Bezetting
- Paul Samwell-Smith - basgitaar
- Jim McCarty - drums
- Chris Dreja - gitaar
- Eric Clapton - gitaar
- Keith Relf - zang en mondharmonica

## Trivia
- Eric Clapton was ten tijde van de opnames van dit album nog maar achttien jaar oud.